# Districtul Guidjel
Guidjel este un district din provincia Sétif, Algeria.